# IC 2298
IC 2298 је појединачна звијезда у сазвјежђу Рак која се налази на листи објеката дубоког неба у Индекс каталогу.
Деклинација објекта је + 18° 24' 10" а ректасцензија 8h 20m 7,1s.